# Micromia cavilinea
Micromia cavilinea là một loài bướm đêm trong họ Geometridae.